# Canadian Astronomical Society
La Canadian Astronomical Society (CASCA) (Societat Astrològica Canadenca) és una societat canadenca d'astrònoms professionals, fundada el 1971 i incorporada el 1983. La societat es dedica a la promoció i l'avanç del coneixement de l'univers a través de la investigació i l'educació, i els seus membres estan oberts a persones amb una participació professional en l'astronomia i relacionats amb les ciències.
Les principals activitats de la Societat són les reunions científiques anuals, la planificació i realització de projectes científics, amb el suport de les activitats científiques dels seus membres, i la difusió d'informació relacionada entre els membres i altres persones interessades.
El butlletí trimestral de la Societat, anomenat  Cassiopeia  es publica en els equinoccis i solsticis.